# Шишкін Олександр Валерійович
Олександр Валерійович Шишкін (рос. Александр Валерьевич Шишкин; нар. 13 жовтня 1966) — радянський та російський футболіст, воротар.

## Життєпис
Вихованець школи московського «Спартака». У 1983 році потрапив у заявку «Спартака», але 4 сезони провів у дублюючому складі. У 1988 році виступав за керченський «Океан». У 1989 році перейшов у тюменський «Геолог». У 1991 році перебрався в московський «Асмарал». Після розпаду СРСР клуб отримав право виступати у вищій лізі Росії, в якій Шишкін 1 квітня 1992 року в виїзному матчі 1-го туру проти петербурзького «Зеніту» провів єдиний матч, пропустивши 2 м'ячі. Вище вказаний матч став для Шишкіна останнім у професіональній кар'єрі.